# Frankofón

Magyarázat :
Anyanyelv
Adminisztráció nyelve
Kultúra nyelve
Frankofón kisebbség

A frankofón (vagy frankofon) melléknév franciául beszélőt jelent, elsősorban anyanyelvi használót, legyen szó személyről, csoportról vagy helyről.
Gyakran a frankofón főnév (amit nyugaton francophone-nak írnak) olyan személyt jelöl, akinek francia az anyanyelve.
Bővebb értelemben azonban a szótári „francia nyelvet beszélő” meghatározásnál többet jelent. A kifejezés főleg azokra az emberekre vonatkozik, akik kulturális háttere elsődlegesen a francia nyelvhez kapcsolódik, függetlenül etnikai vagy földrajzi helyzetétől. A frankofón kultúra Európán túl a  francia és a belga gyarmati birodalmak hagyatékát jelöli.
Teljesen, illetve részben frankofón országnak számít  Franciaország (a tengerentúli területeit is beleértve), Belgium, Monaco, Kanada, Svájc, Haiti, Libanon, néhány afrikai ország, melyek korábban francia vagy belga gyarmatok voltak.